# Aldo Manna
Aldo Manna (Urbino, 11 febbraio 1892 – ...) è stato un politico italiano.

## Biografia
Di umili origini, iscritto al Partito Socialista Italiano, lavorò come ragioniere e ricoprì l'incarico di direttore dell'Unione agraria mandamentale di Spoleto, città di cui divenne sindaco nel 1944 su designazione del locale Comitato di Liberazione Nazionale. Nello stesso anno, fu anche nominato membro della Deputazione provinciale di Perugia, guidata dal presidente Carlo Vischia. Eletto in consiglio comunale a Perugia nel 1946, fu assessore alle finanze nella giunta presieduta da Ugo Lupattelli. Il 17 febbraio 1948 venne eletto sindaco della città, poi riconfermato il 26 maggio 1952. Si dimise il 31 gennaio 1953.